# Paròtide
La paròtide és la glàndula salival més voluminosa, bilateral, situada a ambdós costats de la cara, en una cel·la osteofibrosa que depén de l'aponeurosi cervical superficial situada per sota del conducte auditiu extern, per sota de la branca ascendent del maxil·lar inferior i per davant de les apòfisis mastoide i estiloide. Presenta quatre superfícies: superior, lateral, anteromedial i posteromedial; separades per tres marges anatòmics: anterior, posterior i medial. Pesa uns 25 grams i la travessen tres estructures importants: el nervi facial, la vena retromandibular i l'artèria caròtide externa i l'inici de les seves branques terminals. Fa la funció d'ensalivar la boca juntament amb les altres glàndules salivals: la submaxil·lar i la sublingual. La paròtide produeix la quantitat més gran de saliva de predomini serós, la qual arriba a la cavitat oral pel conducte parotidi (anomenat també conducte de Stensen o de Stenon). Aquest conducte té un recorregut tortuós, al voltant del múscul masseter i a través del múscul buccinador.
La glàndula està travessada per l'artèria caròtide i pels nervis facial (VII parell cranial) i auriculotemporal i al seu nivell hi neix la vena jugular externa. En l'interior de la glàndula hi ha els ganglis limfàtics parotideus. El nervi facial separa el lòbul superficial del profund de la glándula. La innervació de la paròtide és sensorial i autonòmica. La producció de saliva està controlada pel sistema nerviós autònom. L'estimulació parasimpàtica l'augmenta a través d'una via complexa que s'inicia en el nervi glossofaringi. Aquest nervi connecta sinàpticament amb el gangli òtic i des d'ell el nervi auriculotemporal porta les fibres parasimpàtiques a la glàndula. En el gangli simpàtic cervical superior, part de la cadena paravertebral, s'originen les fibres simpàtiques que arriben a la paròtide seguint el trajecte de l'artèria caròtide externa. Un increment de l'activitat simpàtica inhibeix la secreció de saliva per mitjà de la vasoconstricció. El nervi auriculotemporal i el nervi auricular major recullen la informació sensorial parotídia.

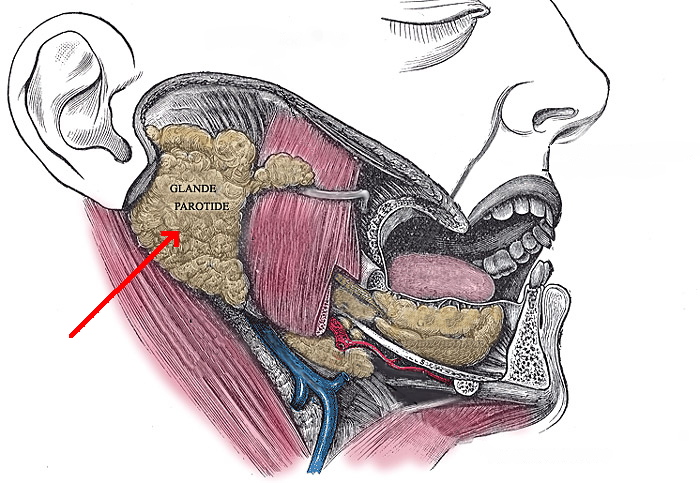
Glàndula paròtide

La histologia de la paròtide és similar a la de les altres glàndules salivals. La càpsula que la envolta i l'estroma són de teixit connectiu, el qual també forma les parets que divideixen la glàndula en lòbuls i lobulets (les seves unitats funcionals més petites). Al parènquima es troben les cèl·lules secretores i els ductes. Les cèl·lules seroses es disposen estructuralment en àcins de morfologia triangular. Són cèl·lules polaritzades amb un reticle endoplasmàtic rugós en la base i grànuls secretors eosinofílics en l'àpex. Les cèl·lules mucoses tenen nuclis plans localitzats en la seva part inferior. Els ductes intralobul·lars poden ser intercalats o estriats. Els intercalats són cuboides i drenen els àcins individuals, mentre que els estriats són columnars i estan envoltats per capil·lars sanguinis. Fora dels lòbuls existeixen ductes menors d'epiteli columnar simple. Dispersos pel parènquima hi ha alguns adipòcits, més nombrosos en la gent gran.
La inflamació de la paròtide pot ser només una patologia local o derivar d'una malaltia sistèmica subjacent, com per exemple l'artritis reumatoide o la sarcoïdosi.
Un procediment quirúrgic sobre aquesta glàndula és la parotidectomia, procés que es porta a terme usualment a causa de patologies tumorals.
L'augment desmesurat del volum de la paròtide rep el nom de parotidomegàlia, una condició que apareix en patologies de naturalesa molt dispar, com ara la sialoadenosi alcohòlica, la síndrome de Mikulicz o la síndrome de Sjögren. La sialolitiasi obstructiva del conducte de Stensen és, però, la causa predominant de dilatació dolorosa de la paròtide en adults i si els càlculs són grans la seva extracció pot requerir cirurgia oberta. El mucocele (quist ple de mucositat) d'aquest conducte és una entitat inhabitual, que pot formar-se després d'un traumatisme o com a resultat de complicacions postquirúrgiques locals que provoquen la seva obstrucció.
L'agènesi unilateral d'aquesta glàndula és un fet gairebè excepcional. En la majoria dels casos existeix una inflor indolora de la paròtide contralateral que pot ocasionar una asimetria facial, sense altres símptomes clínics rellevants. Circumstancialment, en el context d'una síndrome de Treacher Collins (disòstosi mandibulofacial) ha estat descrita l'absència congènita d'ambdues paròtides.
La infecció parotídia més coneguda és la parotiditis epidèmica, provocada per un paramixovirus (virus de les galteres o MuV). La parotiditis aguda bacteriana és un trastorn propi de les persones d'edat avançada i generalment és causat per Staphylococcus aureus. Rares vegades, però, l'origen d'aquest tipus de parotiditis en joves és una soca de S. aureus resistent a la meticil·lina que cursa amb un desenllaç funest. Les parotiditis bacterianes en nens petits són molt infreqüents i es veuen predominantment en nadons prematurs i/o amb problemes de deshidratació. Les infeccions tuberculoses, les candidosis i les actinomicosis de la paròtide també són força inusuals.
La malaltia de Castleman (una alteració limfoproliferativa no clonal d'etiologia indeterminada) afecta a vegades la glàndula paròtide. Els càncers de paròtide més habituals són el carcinoma epidermoide mucós i el carcinoma adenoide quístic. El carcinoma de cèl·lules acinars i el carcinoma oncocític de la paròtide són poc comuns. D'entre els tumors benignes, l'adenoma pleomòrfic és el que té major incidència. Ocasionalment, pot arribar a tenir grans dimensions. La seva variant mixoide mostra una particular tendència a la recidiva postquirúrgica. Uns altres tumors benignes que es veuen amb certa freqüència en la paròtide són el de Warthin, el qual algunes vegades es presenta de forma multifocal i bilateral i l'hemangioma cavernós. El limfangioma quístic intraparotidi és una rara malformació, generalment asimptomàtica, que pot ser confosa amb un tumor.